# Bayons
Bayons é uma comuna francesa na região administrativa da Provença-Alpes-Costa Azul, no departamento dos Alpes da Alta Provença. Estende-se por uma área de 125,75 km². Em 2010 a comuna tinha 190 habitantes (densidade: 1,5 hab./km²).